# 꾸옥오아이현
꾸옥오아이현(베트남어: Huyện Quốc Oai / 縣國威)은 베트남 하노이의 행정 구역이다. 홍 강 삼각주의 일부이며, 면적은 147km2이다.

## 지리
꾸옥오아이현은 하노이 중심에서 서쪽에 위치해 있다. 북서쪽은 탁텟현, 북쪽은 푹토현, 북동쪽은 호아이득현, 동쪽은 하동군, 남동쪽과 남쪽으로는 쯔엉미현과 접경을 하며, 남서쪽으로는 호아빈성이 있다.

## 행정구역
꾸옥오아이현은 다음의 행정 단위로 구분된다.

### 티쩐
- 꾸옥오아이 (Quốc Oai /國威)

### 싸
- 껀휘우 (Cấn Hữu /艮有)
- 꽁호아 (Cộng Hoà / 共和)
- 다이타인 (Đại Thành / 大成)
- 동쑤언 (Đông Xuân / 東春)
- 동꽝 (Đồng Quang / 同光)
- 동옌 (Đông Yên / 東安)
- 푸만 (Phú Mãn /富滿)
- 푸깟 (Phú Cát /富葛)
- 호아탁 (Hòa Thạch / 和石)
- 뚜옛응히아 (Tuyết Nghĩa /雪義)
- 리엡 뚜옛 (Liệp Tuyết /獵雪)
- 응옥리엡 (Ngọc Liệp /玉獵)
- 응옥미 (Ngọc Mỹ /玉美)
- 응히아 흐엉 (Nghĩa Hương /義鄉)
- 탁탄 (Thạch Thán / 石炭)
- 싸이선 (Sài Sơn / 柴山)
- 옌선 (Yên Sơn / 安山)
- 프엉깍 (Phượng Cách /鳳格)
- 떤푸 (Tân Phú / 新富)
- 떤호아 (Tân Hoà / 新和)

## 교통
- 하노이 - 호아빈 고속도로
- 21A 고속도로
- 호치민 고속도로
- 정부 공도 421B

## 명소

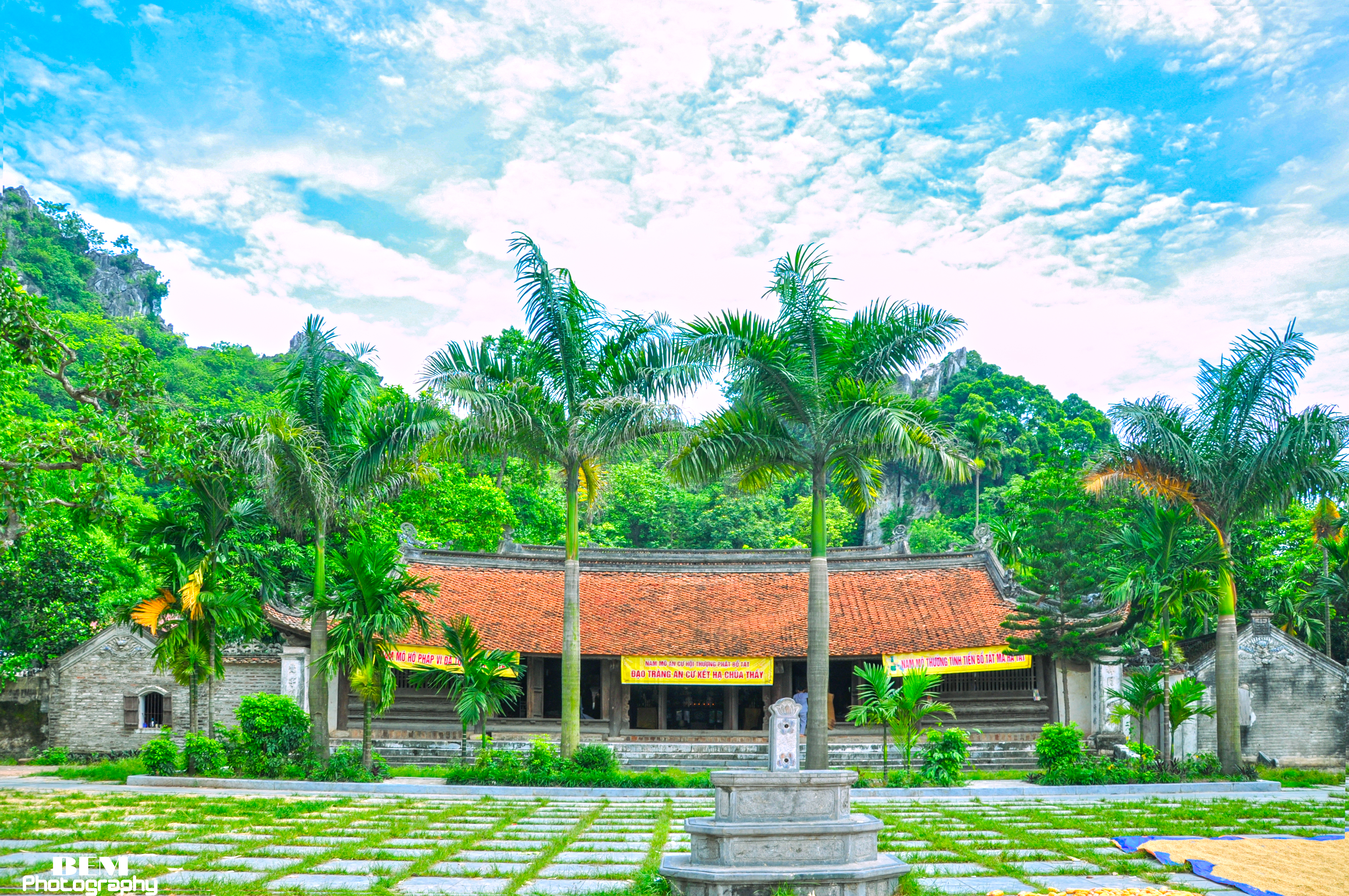
트이 사원 (天福寺)

- 트이 사원 (天福寺)